# Nico van der Maat
Nicolaas van der Maat (Aalsmeer, 11 februari 1940 – aldaar, 19 januari 2025) was een Nederlands journalist.
Hij was zoon van Frederika Doeve en kolenarbeider Ritske Martinus van der Maat. Hijzelf was meer dan zestig jaar getrouwd met Joyce Gill. Het echtpaar kreeg drie kinderen.
Het was niet vanzelfsprekend dat hij tot het journaille ging behoren. Hij startte als boekhouder. Dit wisselde na het vervullen van zijn militaire dienstplicht; hij kon aan de slag bij de Aalsmeerder Courant. Van daar uit begon hij aan een loopbaan bij Het Parool waar hij naast journalist ook redactiechef werd. Hij moest de teksten van (veelal jongere) medewerkers zoals Henri Knap, Hanneloes Pen en Bart van Middelburg nakijken. Hij was niet alleen werkzaam bij de toen nog landelijke krant Het Parool, maar ook bij de Rotterdamse versie met enigszins ongelukkige constructie Het Rotterdamsche Parool en indirect ook bij De Schiedammer (zijtak van Het Rotterdamsche Parool). Als journalist schreef hij veelal over zelf opgedane reiservaringen, die hij met zijn echtgenote beleefde. Met een camper trokken ze erop uit en maakten verslagen in genoemde kranten en de Kampeerauto van de Nederlandse Kampeerauto Club (NKC).
Naast zijn werk deed Van der Maat vrijwilligerswerk voor het Nederlandse Rode Kruis (hij was er onder meer voorzitter van afdeling Aalsmeer) en was voorzitter van de plaatselijk afdeling van de Partij van de Arbeid, juist toen Dries van Agt premier was.
Zijn “andere hobby” was eten en drinken, onder het motto “Leuke dingen moet je organiseren, rottige dingen komen vanzelf” verdiepte zich hij zijn in wijnen mede via het "Wijngenootschap" en "Chez warm eten".
Van der Maat werd diverse keren onderscheiden: de Willem Dreespenning en lid van de Orde van Oranje-Nassau.
In 2024 werd hij getroffen door een herseninfarct en moest daardoor en de achteruitgang als gevolg daarvan opgenomen worden in een verpleegtehuis, alwaar hij op 84-jarige leeftijd overleed. Hij werd te Uithoorn gecremeerd.